# Aleksander Kilde
Aleksander Aamodt Kilde (født 21. september 1992 i Bærum, Norge) er en norsk alpin skiløber, som blev olympisk sølv- og bronzemedaljevindere  i superkombination og Super-G ved Vinter-OL 2022 i Beijing.
Kilde repræsenterede for første gang Norge ved vinter-OL 2014 i Sotji, Rusland. Ved den lejlighed blev han nummer 13 i super-G, men sluttede ikke i styrtløbet eller superkombinationen.